# Carlo Emilio Gadda
Carlo Emilio Gadda (Milán, 14 de noviembre de 1893–Roma, 21 de mayo de 1973) fue un novelista, ensayista y cuentista italiano que se destaca particularmente por su estilo original e innovador, que ha sido comparado con el de James Joyce.

## Trayectoria
Estudió ingeniería en Milán, su ciudad natal. Su formación técnico-científica, su experiencia como combatiente y como prisionero durante la Primera Guerra Mundial y su profundo estudio de las filosofías de Spinoza, Leibniz o Kant resultaron fundamentales para la definición de un estilo narrativo dirigido a describir y analizar la realidad de una manera rigurosamente fiel. Participó en la Primera gran Guerra en el norte de Italia: Giornale di guerra e di prigionia.
Ejerció su profesión de ingeniero eléctrico en Italia y en Argentina hasta 1936, cuando decidió dedicarse exclusivamente a la literatura. Comenzó a escribir con un estilo despojado de sentimentalismo y una fuerte presencia de análisis psicológico y sociológico.
Sus primeros trabajos fueron recopilados en 1955 bajo el título de Los sueños y el fulgor. En 1957 se publicó su obra más famosa Quer pasticciaccio brutto de via Merulana en la que utiliza un lenguaje denominado pastiche, por la manera de mezclar jergas, tres dialectos romanos, palabras extranjeras, alusiones clásicas y parodias. Todo ello con una estructura de novela policiaca. Poco después el cineasta y actor Pietro Germi, dirigió e interpretó una adaptación al cine de El zafarrancho aquel de Vía Merulana, en un estupendo policiaco: Un maldito embrollo (1959), bastante fiel al original y clásico del cine italiano y europeo.
Luego, destacaría con su novela El conocimiento del dolor. 
Es uno de los más importantes y originales escritores italianos y uno de los mayores novelistas vanguardistas del siglo XX, junto a nombres como Kafka, Joyce, Faulkner, Gombrowicz o Cortázar.

## Obra
- La Madonna dei filosofi, 1931.
- Il castello di Udine, 1934.
- Le meraviglie d'Italia, 1939.
- Gli anni, 1943.
- L'Adalgisa, 1943.
- L'Adalgisa - Disegni milanesi, 1945.
- Il primo libro delle favole, 1952.
- Novelle dal Ducato in fiamme, 1953.
- I sogni e la folgore, 1955 (comprende La Madonna dei filosofi, Il castello di Udine y L'Adalgisa). Los sueños y el fulgor
- Giornale di guerra e di prigionia, 1955 (ed. aum. 1965). Diario
- Quer pasticciaccio brutto de via Merulana, 1957. El zafarrancho aquel de via Merulana, traducción de Juan Ramón Masoliver, Ed. Seix Barral, Barcelona, 1965, 1990. Reeditada esta misma traducción en Editorial Planeta, Barcelona, 1999.
- I viaggi e la morte, 1958.
- Verso la Certosa, 1961.
- La cognizione del dolore, 1963 (ed. aum. 1970). El conocimiento del dolor
- Accoppiamenti giudiziosi, 1963 (cuentos 1924-58).
- I Luigi di Francia, 1964.
- Le meraviglie d'Italia - Gli anni, 1964.
- Eros e Priapo (da furore e cenere), 1967.
- Il guerriero, l'amazzone, lo spirito della poesia nel verso immortale del Foscolo, 1967.
- La meccanica, 1970 (1928-29).
- Novella seconda, 1971.
- Meditazione milanese, ed. por G.C. Roscioni, 1974.
- La verità sospetta. Tre traduzioni, ed. por M. Benuzzi Billeter, 1977.
- Le bizze del capitano in congedo e altri racconti, ed. por D. Isella, 1981.
- Il tempo e le opere. Saggi, note, divagazioni, ed. por D. Isella, 1982.
- Un radiodramma per modo di dire e scritti sullo spettacolo, ed. por C. Vela, 1982.
- Carteggio dell'ing. C.E. Gadda con l'Anonima Casale S.A. (1927-40), ed. por D. Isella, 1982.
- Racconto italiano di ignoto del novecento, 1983.
- Il palazzo degli ori, 1983.
- Lettere agli amici milanesi, ed. por E. Sassi, 1983.
- Lettere a una gentile Signora, ed. por G. Mercenaro, 1983.
- L'ingegner fantasia. Lettere a Ugo Betti 1919-30, ed. por G. Ungarelli, 1984.
- A un amico fraterno. Lettere a Bonaventura Tecchi, ed. por M. Carlino, 1984.
- Gonnella buffone, 1985.
- Azoto e altri scritti di divulgazione scientifica, ed. por V. Scheiwiller y A. Silvestri, 1986.
- I miti del somaro, ed. por A. Andreini, 1986.
- Lettere alla sorella 1920-24, ed. por G. Colombo, 1987.
- Lettere a Gianfranco Contini a cura del destinatario (1934-67), 1988.
- Taccuino di Caporetto, 1991.
- Poesie, a cura di M.A. Terzoli, 1993.
- Opere, a cura di D. Isella, 1988-93, 5 vols.
- Disegni milanesi, ed. por D. Isella , P. Italia y G. Pinotti, 1995.
- Romanzi, ed. por G. Bàrberi Squarotti, 1997.
- Carissimo Gianfranco. Lettere ritrovate 1943-63, ed. por G. Ugarelli, 1998.
- Un fulmine sul 220, ed. por D.Isella, 2000.